# 2011 год в театре
2011 год в театре

## События
- 15 июля — режиссёр Юрий Любимов оставил руководство «Театром на Таганке»[1]. Его заменил Валерий Золотухин[2].
- 1 и 2 октября — мюзикл «Призрак Оперы» отметил 25-летие своего непрерывного показа на лондонской сцене большими спектаклями в Королевском Альберт-холле, последний из которых транслировался в кинотеатрах по всему миру, с минимальными декоративными адаптациями под концертный зал.

### Премьеры
- Лондонский Королевский балет представил премьеру «Алисы в Стране чудес» в хореографии Кристофера Уилдона. Это стало первой постановкой театром нового многоактного балета на специально заказанную музыку за прошедшие 25 лет.
- Лондонский Королевский национальный театр представил спектакль режиссёра Дэнни Бойла «Франкенштейн». Актёры Джонни Ли Миллер и Бенедикт Камбербэтч, игравшие по очереди обе главные роли, в 2012 году были награждены за эту работу премией Лоренса Оливье и театральной премией газеты «Ивнинг Стандард». Впоследствии была сделана киноверсия этого спектакля[3][4].
- 3 сентября — Санкт-Петербургский театр музыкальной комедии представил «Бал вампиров» — российскую версию мюзикла «Танец вампиров».

### Театральные фестивали и конкурсы
«Молдфест», «Рампа.ру» (Кишинёв, Молдавия).

## Деятели театра

### Скончались
- 1 января — Хеннеберг, Герд Михель — немецкий актёр театра и кино
- 12 января — Семенченко, Галина Павловна — старейшая актриса Санкт-Петербурга, заслуженная артистка России, «королева военных концертов»[5]
- 13 января — Стюарт, Эллен — американский театральный режиссёр и продюсер, основательница экспериментального театра-студии «Ла МаМа»[6]
- 15 января — Линни, Ромул — американский драматург и актёр[7]
- 17 января — Храмов, Вячеслав Владимирович — оперный певец, солист Самарского академического театра оперы и балета, народный артист Российской Федерации[8]
- 18 января — Дёмин, Кирилл Вадимович — артист театра и кино, заслуженный артист России (2001)[9]
- 25 января — Магнусов, Герман Владимирович — театральный режиссёр, актёр
- 28 января — Варенцов, Владимир Васильевич — народный артист России, лауреат Государственной премии, актёр Томского областного театра драмы[10]
- 28 января — Санина, Таисия Леонидовна — солистка Московского театра оперетты, Народная артистка РСФСР
- 3 апреля — Солодова, Елизавета Михайловна — актриса Малого театра, народная артистка РСФСР[11]
- 5 апреля — Лемешонок, Евгений Семёнович — новосибирский актёр, народный артист РСФСР[12].
- 14 апреля — Альмеев, Усман Гафиятович — татарский оперный певец, народный артист Республики Татарстан[13]
- 7 мая — Миклош Хубаи, венгерский драматург.
- 4 июня — Гаррель, Морис — французский актёр театра и кино, основатель актёрско-режиссёрской династии, отец Филиппа Гарреля, дед Луи Гарреля и Эстер Гаррель.